# 邁爾季歐雲
邁爾季歐雲（阿拉伯语：مرجعيون，黎巴嫩阿拉伯語发音：[ˈmaɾʒ.ʕajuːn]）是黎巴嫩奈拜提耶省的城鎮，位於該國南部，面積313平方公里，該鎮在2006年以黎衝突中曾被以色列軍隊佔據，人口約3,000，居民主要信奉東正教。

## 外部連結
- Marjeyoum Photo Album （页面存档备份，存于）
- Baladiyat Marjeyoun photo gallery
- A view of Marjeyoun by satellite （页面存档备份，存于）
- Unofficial Website （页面存档备份，存于）
- Information about Marjayoun, Lebanon （页面存档备份，存于）
- Khiam Official website （页面存档备份，存于）

33°21′39.94″N 35°35′31.45″E / 33.3610944°N 35.5920694°E